# Dennō coil
Dennō Coil (電脳コイル, Dennou koiru) est une série télévisée d'animation japonaise produite par Madhouse. La série est créée, réalisée et écrite par Mitsuo Iso et a été diffusé au Japon sur NHK Educational TV entre mai et décembre 2007.
Décrivant un monde dans le futur proche où la technologie de réalité augmentée (RA) vient de se répandre, la série se déroule dans une ville imaginaire appelée Daikoku, un important centre de développement de RA et un réseau virtuel grandissant. Elle suit la vie d'un groupe d'enfants utilisant des visières RA pour découvrir les mystères de leur ville mi-réelle mi-virtuelle. Leur arsenal pour manipuler le paysage virtuel inclut une grande variété d'outils et software illégaux, des techniques, et des animaux domestiques virtuels. Il s'agit d'une œuvre pionnière qui dépeint la vie quotidienne dans un monde où la technologie AR (réalité augmentée), dans laquelle les couches créées par les réseaux informatiques se superposent au monde réel, et la technologie MR (réalité mixte), dans laquelle des hologrammes haute résolution sont projetés sur le monde réel et peut être manipulé. Il a reçu des éloges parmi les anime de science-fiction japonais pour sa fusion de paysages japonais à l'ancienne et de légendes urbaines, une version moderne du folklore japonais Kaidan, avec une vision du monde futuriste, et pour son histoire d'enfants jouant dans un monde de réalité augmentée utilisant  un appareil appelé "Den-noh Megane" (cyber lunettes), comme pour anticiper l'émergence ultérieure des lunettes intelligentes.
La série a remporté plusieurs prix, dont le Grand prix Nihon SF, le Prix Seiun et le prix d'excellence pour l'animation au Japan Media Arts Festival.

## Synopsis
L'histoire se déroule en 2026, onze ans après l'introduction des visières et lunettes de Réalité Augmentée (RA). Yūko Okonogi déménage avec sa famille à la ville de Daikoku, le centre technologique du monde mi-virtuel mi-réel. Elle rejoint l'« agence d'enquête » de sa grand-mère, formé d'enfants équipés d'outils virtuels et metatags puissants. Elle croise peu après Yūko Amasawa, une hacker experte de l'environnement virtuel qui cherche les pouvoirs d'une entité virtuelle mystérieuse appelée Michiko. Les protagonistes sont menés à démêler les mystères du monde virtuel dans l'ombre d'un hacker très puissant étant passé avant eux.

## Personnages
Yūko Okonogi (小此木 優子, Okanogi Yūko)
Voix japonaise : Fumiko Orikasa
Surnommée Yasako, une autre lecture des caractères composant son prénom, 優子, signifiant « gentille fille ». Elle déménage à Daikoku avec ses parents et sa petite sœur Kyōko pour y vivre avec sa grand-mère, Megabaa. Yasako est une fille gentille et passive ; elle suit Fumie, qui l'introduit à l'Agence d'enquête Dennō Coil ; elle en sera le huitième membre. Yasako a déjà été dans la ville il y a sept ans pour l'enterrement de son grand-père ; on lui donna alors une paire de lunettes Dennō et le chien virtuel Densuke. Elle connaît un hacker dont le nom de code est 4423. Plus tard, quand elle déménage à Daikoku, ses souvenirs un peu flous de cette amitié retournent la hanter. Son père, Ichirô, travaille dans une entreprise de technologie Dennō, Megamas, qui déploie les Searchmaton dans Daikoku.
Yūko Amasawa (天沢 勇子, Amasawa Yūko)
Voix japonaise : Houko Kuwashima
Surnommée Isako, autre lecture de 勇子, signifiant « fille courageuse ». Yūko est une hacker très puissante, du genre « encodeur », qui peut manipuler l'infrastructure électronique à travers des dessins compliqués exécutés en craie. On dit qu'elle a des liens familiaux avec une entreprise de technologie RA. Elle utilise une interface neuronale directe pour interagir avec le monde virtuel - une fonction supposée se cacher dans le hardware des visières et lunettes RA. Isako est, en surface, très arrogante et asociale, considérant les relations humaines des hiérarchies de pouvoir. Isako chasse sans cesse des illégaux spéciaux pour collectionner des kirabugs. Elle est secrètement attirée par cette tâche dans l'espoir de pouvoir ainsi un jour trouver son frère. Elle est en contact avec une partie anonyme qui paraît l'aider.
Kyōko Okonogi (小此木 京子, Okonogi Kyōko)
Voix japonaise : Akiko Yajima
Kyōko est la petite sœur de Yasako. Elle est jeune et puérile et se met souvent en situation dangereuse. Elle est obsédée par le mot « caca » et pointe souvent aux personnes ou objets intéressants en prononçant ce mot.
Fumie Hashimoto (橋本 文恵, Hashimoto Fumie)
Voix japonaise : Sachiko Kojima
Fumie est le septième membre de l'Agence d'enquête Dennō Coil. Elle devient très vite amie de Yasako et est de nature à l'esprit vif et joueur. Elle hacke très bien et utilise facilement les metatags. Elle utilise son chien virtuel, Oyaji, dans ses enquêtes.
Ken-ichi Harakawa (原川 研一, Harakawa Kenichi)
Voix japonaise : Romi Park
Surnommé Haraken. Il est président du club de biologie et cinquième membre de Dennō Coil. L'opposé de Fumie, il est timide, réservé, et secret, surtout sur ses liens personnels avec Searchmaton. Haraken est personnellement investi dans la recherche sur les virus internet et les illégaux pour Kanna, une amie d'enfance qui est morte l'année précédente dans un accident de voiture dans des circonstances mystérieuses. Yasako et Fumie commencent vont l'aider dans sa quête.
Tamako Harakawa (原川 玉子, Harakawa Tamako)
Voix japonaise : Junko Noda
Tamako est la tante de Haraken. En tant que conseillère de l'administration du cyberespace de Daikoku, elle a autorité sur la programmation de Searchmaton et est responsable pour de sa haute agressivité. Elle surprotège Haraken et suit le comportement « dangereux » de ses camarades de classe, ce qui lui vaut le surnom de « Stalker ». Particulièrement, elle veut empêcher Yūko Amasawa de réussir. Tamako est elle-même bonne hacker et fait de bons metatags. Elle outrepasse souvent son autorité en enquêtant sur les activités des enfants. Tamako est aussi le deuxième membre de Dennō Coil mais s'entend mal avec Megabaa.
Daichi Sawaguchi (沢口 ダイチ, Sawaguchi Daichi)
Voix japonaise : Rie Saitou
Daichi est le fondateur et leader d'un groupe de malins à l'école s'appelant le Club de hackers de Daikoku. Impétueux et facilement offensé, il a une relation ambivalente de longue date avec Fumie. Avec l'arrivée d'Isako, il est vite battu et expulsé de son propre groupe après l'avoir défiée. Quoique souvent vu comme un fauteur de trouble, il est suivi par un ami plutôt maladroit, Denpa, qui l'estime parce qu'il est son ami malgré les moqueries d'autres à son encontre. Daichi est une cible fréquente des pitreries de Kyōko.
Megabaa (メガばあ)
Voix japonaise : Reiko Suzuki
Megabaa, dont le surnom vient des mots japonais pour « lunettes » (メガネ, megane) et « grand-mère » (ばあちゃん, bâchan), est la propriétaire d'un magasin de confiseries, Megasi-ya, où elle vend aussi du software et des metatags. Megabaa est la principale productrice de metatags à Daikoku ainsi qu'un programmeur expert. Elle est la grand-mère de Yasako et chef de l'Agence d'enquête Dennō Coil. Sa frugalité stratégique effraie Yasako, entre autres. Elle paraît oublier souvent les personnes et les évènements, mais ce n'est peut-être qu'une ruse pour ne pas être suspectée.
Searchmaton (サーチマトン, sāchimaton)
Searchmaton, surnommé Sacchī (サッチー), est un bot et software anti-virus développé par l'Adminisitration du cyberespace de Daikoku. Sa tâche est de débugguer et maintenir le côté virtuel de la ville. Sa fonction secondaire est de trouver et détruire des objets, du software et des virus RA illégaux, devenant ainsi une menace pour les protagonistes de la série. Searchmaton peut déployer jusqu'à quatre drones sphériques, nommés Kyū-chan (キュウちゃん), pour l'aider à travailler. Searchmaton peut patrouiller les rues de la ville à sa guise, mais est interdit d'entrer en propriété privée (maisons, temples, écoles…) parce que hors la responsabilité de l'Administration. Les enfants exploitent cette faiblesse pour s'échapper de lui. Searchmaton est décoré d'un smiley et parsème ses attaques violentes avec la phrase « Je suis Sacchī ! », que le père de Yasako développa en partie.
Michiko-san (ミチコさん)
Une personne mystérieuse dont on dit qu'elle a quitté le monde réel pour le virtuel. Les enfants parlent souvent de son habileté d'amener les gens à « l'autre côté ». Michiko-san, possiblement une espèce de « illégal », est recherché par Yūko Amasawa pour ses puissants kirabugs.
4423 (よんよんにいさん, yon-yon-nii-san)
Les deux derniers chiffres sont lus nii-san (un homophone japonais pour « frère aîné »). Il est un puissant mais absent encodeur. Il est lié à plusieurs protagonistes, Yasako en particulier, qui a des souvenirs d'enfance de lui.
Sōsuke Nekome (猫目 宗助, Nekome Sōsuke)
Takeru Nekome
Mayumi

## Analyse de l'œuvre
Dennō coil est un anime sur les enfants qui grandissent dans un avenir proche, alors que la technologie de réalité augmentée (RA) semi-immersive commence tout juste à entrer dans le courant dominant. Il traite de diverses technologies avancées et nouvelles du futur qui n'étaient pas bien connues au moment de sa diffusion, telles que les ordinateurs portables, la technologie des voitures autonomes et la monnaie virtuelle. La série se déroule dans la ville fictive de Daikoku, un foyer de développement AR avec une infrastructure virtuelle émergente à l'échelle de la ville. Il suit un groupe d'enfants alors qu'ils utilisent des lunettes AR pour percer les mystères de la ville à moitié réelle et à moitié Internet, en utilisant une variété d'outils logiciels illégaux, de techniques et d'animaux de compagnie virtuels pour manipuler le paysage numérique. Le titre de l'émission elle-même, Dennō coil, fait référence à une séparation dangereuse de son moi numérique du corps physique. Dennō signifie "ordinateur" et est analogue au terme anglais archaïque "cyberbrain". Dans la série, le mot est utilisé pour différencier le virtuel du réel, par ex.  "cyber chat". En raison des animateurs impliqués dans sa production et de sa plage horaire de diffusion télévisée exceptionnellement médiatisée, Dennō coil était très attendu,,.
Le thème de Dennō coil utilisant la technologie AR dans des histoires mystérieuses et des légendes urbaines telles que Illegal, Michiko et "l'autre côté", et surtout, "les sentiments et les souvenirs des gens" associés à des "lieux". « L'autre monde » visualisé par les lunettes Den-noh est une forme de « passé » qui n'a pas été mis à jour au présent, une métaphore des « souvenirs » et des « souvenirs » que les gens laissent derrière eux dans des endroits et parfois, les gens sont incapables de se libérer du passé et sont attirés par "l'autre monde" (Isako, qui ne peut pas accepter la mort de son frère, et Haraken, qui court après la mort de Kanna dans un accident). En d'autres termes, le monde montré par les lunettes Den-noh est les pensées de ces personnes, et grâce à la technologie de la RA, Dennō coil réinterprète le folklore et demande comment les gens devraient affronter leur passé. Selon le réalisateur de la série, Mitsuo Iso, un thème majeur de Dennō coil est la distance entre les personnages, comme l'incapacité de Yūko à sentir la fourrure de son propre animal de compagnie virtuel, en plus de toutes les tensions relationnelles et les divisions de compréhension entre les personnages de la série. Dans les mots traduits d'Iso, cela montre comment "il y aura toujours une distance entre les gens, et même entre les choses qui semblent à portée de main et qu'il faut marcher sur une route longue, mince et sinueuse avant qu'elles n'atteignent son cœur. Il y a des tonnes  d'obstacles. C'est en fait comme les routes des villes d'autrefois.

## Objets et espaces virtuels
Métabugs
Les Métabugs sont des bugs spéciaux dans le système de réalité augmentée qui ne l’endommagent pas et peuvent servir à créer divers objets virtuels, notamment les métatags. Ils sont assez rares et servent de ce fait de monnaie pour tout ce qui à avoir avec la réalité augmentée. Il existe également des métabugs explosifs qui ne peuvent être utilisés comme monnaie. Les enfants reprochent à Sacchī de les détruire quand il les voit malgré leur valeur marchande.
Méta-tags
Les Méta-tags sont des objets virtuels en forme de feuille de papier avec des inscriptions, ils permettent de créer divers objets virtuels comme des murs, ils sont fabriqués à partir de Métabugs par Megabaa.
Espace Obsolète
Les espaces obsolètes sont des endroits dans le cyberespace qui ne sont pas mis à jour, on les trouve le plus souvent dans des lieux abandonnés ou en travaux. Se sont des endroits où on trouve souvent des Méta-bugs et des Illégaux. Sacchī détruit les entrée d’espace obsolètes qu’il voit.
Illégaux
Les illégaux sont des créatures noires qui vivent dans des espaces obsolètes, une fois mis dans l’espace réel, il ne survivent que peu de temps. Il en existe plusieurs sortes, certains se nourrissant de Méta-bugs, d’autres de morceaux de textures… Sacchī tire sur eux à vue. Isako et Ken-ichi Harakawa sont particulièrement intéressés par eux, Isako car elle pense que ça lui permettra de retrouver son frère ainé et Ken-ichi Amakawa dans le cadre de son enquête sur la mort d’une de ses amies. Les plus anciens des illégaux sont appelés nulls, ils peuvent désynchroniser le cybercorps de toute personne qu'ils touchent d'avec leur corps matériel.
Coil Tag
Les Coils Tags sont un genre particulier de Métatag qui sert à synchroniser un cybercorps et un corps matériel peu distants l'un de l'autre, ils sont noirs.
Petmaton
Les Petmatons sont des logiciels particuliers se comportant exactement comme des animaux de compagnie, certains modèles peuvent disposer de fonctions supplémentaires, comme de caméras. De la même façon que les illégaux ne peuvent survivre que peu de temps dans les espaces à jours, les petmatons ne peuvent survivre très longtemps dans les espaces obsolètes.
Imago
Imago est une fonction des visières RA qui n'est en général pas activée, elle permet d'entendre (ou de sentir) la présence d'espaces obsolètes et de modifier par la pensée le cyberespace environnant, toutefois cette fonction à des effets secondaires négatifs très prononcés.
Kira-bug
Les kira-bugs sont d'immenses méta-bugs, certaines rumeurs prétendent que ce sont des êtres vivants. Daichi et les autres Hackers les recherchent pour leur valeur marchande immense (en termes de métabugs), Isako les recherche car lorsqu’on les utilise d'une façon particulière, on peut ouvrir la porte vers l'autre côté.
L'autre côté
L'autre côté est un très vieil espace obsolète dont beaucoup de rumeur parlent, selon certaines, Michiko y réside, selon d'autres c'est le monde des morts… Isako cherche à s'y rendre car elle pense que le cybercorps de son frère y est coincé. Ken-ichi Amakawa cherche quant à lui à s'y rendre pour y retrouver une amie dont le cybercorps s'y serait perdu. Sur le chemin entre le monde réel (l'espace à jour) et l'autre côté résident de nombreux nulls qui cherchent à attirer les porteurs de visière RA de l'autre côté.

## Média

### Anime
À l'origine, le projet Dennō coil devait être un film d'animation réalisé par Mitsuo Iso. En janvier 2007, Madhouse annonce que le projet est une série d'animation basé sur le light novel du même nom. La série était un projet sur lequel Iso travaillait depuis plus d'une décennie et ses débuts en tant que réalisateur. La série avait 26 épisodes diffusés du 12 mai 2007 au 1er décembre 2007 sur NHK Educational TV.

#### Liste des épisodes
| No   | Titre anglais                              | Titre japonais           | Titre japonais                  | Date de 1re diffusion |
| No   | Titre anglais                              | Kanji                    | Rōmaji                          | Date de 1re diffusion |
| ---- | ------------------------------------------ | ------------------------ | ------------------------------- | --------------------- |
| 01   | Kids with Glasses                          | メガネの子供たち         | Megane no Kodomotachi           | 12 mai 2007           |
| 02   | Coil Cyber Investigation Agency            | コイル電脳探偵局         | Koiru Dennō Tantei Kyoku        | 19 mai 2007           |
| 03   | Yūko and Yūko                              | 優子と勇子               | Yūko to Yūko                    | 26 mai 2007           |
| 04   | Daikoku City Hackers Club                  | 大黒市黒客クラブ         | Daikoku-shi Heikū Kurabu        | 2 juin 2007           |
| 05   | Metabug Scramble Bus Tour                  | メタバグ争奪バスツアー   | Metabagu Sōdatsu Basu Tsuā      | 9 juin 2007           |
| 06   | Red Automatons                             | 赤いオートマトン         | Akai Ōtomaton                   | 16 juin 2007          |
| 07   | Move Out!! Coil Investigation Agency       | 出動！！コイル探偵局     | Shutsudō!! Koiru Tantei Kyoku   | 23 juin 2007          |
| 08   | A Summer Festival and a Duel               | 夏祭り、そして果たし合い | Natsumatsuri, soshite Hatashiai | 30 juin 2007          |
| 09   | Michiko-san of the Other Side              | あっちのミチコさん       | Atchi no Michiko-san            | 7 juillet 2007        |
| 10   | Kanna's Diary                              | カンナの日記             | Kanna no Nikki                  | 14 juillet 2007       |
| 11   | Daikoku City Sinks!                        | 沈没! 大黒市             | Chinbotsu! Daikoku-shi          | 21 juillet 2007       |
| 12   | Daichi's Hair Begins to Grow               | ダイチ、発毛す           | Daichi, Hatsumō su              | 28 juillet 2007       |
| 13   | The Last Plesiosaur                        | 最後の首長竜             | Saigo no Kubinagaryū            | 4 août 2007           |
| 13.5 | Cyber Coil Independent Research            | 電脳コイル自由研究       | Dennō Koiru Jiyū Kenkyū         | 25 août 2007          |
| 14   | A Record of Living Things                  | いきものの記録           | Ikimono no Kiroku               | 1 septembre 2007      |
| 15   | The Boy from the Other Side of the Station | 駅向こうの少年           | Eki Mukō no Shōnen              | 8 septembre 2007      |
| 16   | Isako's Sickroom                           | イサコの病室             | Isako no Byōshitsu              | 15 septembre 2007     |
| 17   | The Last Summer Vacation                   | 最後の夏休み             | Saigo no Natsu Yasumi           | 22 septembre 2007     |
| 18   | The Door into the Other World              | 異界への扉               | Ikai e no Tobira                | 29 septembre 2007     |
| 19   | The Black Visitors                         | 黒い訪問者               | Kuroi Hōmonsha                  | 6 octobre 2007        |
| 20   | Kanna and Yasako                           | カンナとヤサコ           | Kanna to Yasako                 | 13 octobre 2007       |
| 21   | The Black Automaton                        | 黒いオートマトン         | Kuroi Ōtomaton                  | 20 octobre 2007       |
| 22   | The Last Coil                              | 最後のコイル             | Saigo no Koiru                  | 27 octobre 2007       |
| 22.5 | Cyber Coil General Review                  | 電脳コイル総復習         | Dennō Koiru Sō Fukushū          | 3 novembre 2007       |
| 23   | A Realized Desire                          | かなえられた願い         | Kanaerareta Negai               | 10 novembre 2007      |
| 24   | Kids Who Throw Glasses Away                | メガネを捨てる子供たち   | Megane o Suteru Kodomotachi     | 17 novembre 2007      |
| 25   | The Kanazawa City Loophole Crossing        | 金沢市はざま交差点       | Kanazawa-shi Hazama Kōsaten     | 24 novembre 2007      |
| 26   | Yasako and Isako                           | ヤサコとイサコ           | Yasako to Isako                 | 1 décembre 2007       |

#### Musique
- Chanson du générique du début : "Prism" (プリズム, Purizumu?), composé et chanté par Ayako Ikeda, arrangé par Tatoo.
- Chanson du générique de fin : "Pieces of The Sky" (空の欠片, Sora no Kakera?), composé et chanté par Ayako Ikeda, arrangé par Tatoo.

### Manga
Une série de mangas dérivée, intitulée Dennō coil The Comics a été publiée par Shōgakukan dans le magazine Ciao du 3 juillet au 31 octobre 2007. Elle a été rassemblée en un seul volume tankōbon. La série a été écrite par Mitsuo Iso avec des illustrations de Kuze Mizuki.

### Light novel
Une adaptation de treize romans légers de Dennō coil, écrite par Yūko Miyamura, a été publiée par Tokuma Shoten. Le premier volume est sorti le 4 avril 2007 et le dernier volume est sorti le 20 novembre 2010.

### Jeux vidéo
Le jeu par navigateur PC (Dennō coil: Hōkago Tantei Kyoku (Dennō coil: After School Detective Agency), par GameOn était disponible du 25 janvier 2012 au 12 juillet 2013.

## Réception
Le journal Mainichi Shinbun suggère que la technologie montrée dans la série pourrait avoir une grande influence sur le futur, le comparant à la manière dont Le Samouraï virtuel a influencé le développement de Second Life. Il loue aussi la série pour présenter la technologie très japonaise et pour se concentrer sur le développement des enfants. John Hanke, ancien chef de la division Geo Product de Google, fondateur de la société de logiciels Niantic, Inc. et créateur d'Ingress et Pokémon Go, est un fan de Dennō coil.

### Distinctions
| Année | Prix                      | Catégorie                                | Nomination | Résultats  | Ref.   |
| ----- | ------------------------- | ---------------------------------------- | ---------- | ---------- | ------ |
| 2007  | Japanese Otaku Awards     | Grand Prix                               | Dennō coil | Nomination | [ 14 ] |
| 2007  | Japan Media Arts Festival | Prix d'excellence                        | Dennō coil | Lauréat    | [ 15 ] |
| 2008  | Grand prix Nihon SF       | Grand Prix                               | Dennō coil | Lauréat    | [ 16 ] |
| 2008  | Seiun Award               | Meilleure présentation dramatique        | Dennō coil | Lauréat    | [ 17 ] |
| 2008  | Tokyo Anime Award         | Prix de la meilleure animation télévisée | Dennō coil | Lauréat    | [ 18 ] |
| 2008  | Animation Kobe            | Prix individuel                          | Mitsuo Iso | Lauréat    | [ 19 ] |